# Croix de chemin de Montigny-lès-Vesoul
À Montigny-lès-Vesoul, se trouve une croix de chemin, une sculpture monumentale édifiée en 1622 représentant le Christ en croix.

## Description
Une croix de faible hauteur et de section hexagonale, sans décoration s'élève sur un socle vierge de décors, lui-même posé sur un piédestal. Cette supporte directement un christ sculpté, dont les pieds touchent presque le socle.
La croix fait l’objet d’un classement au titre des monuments historiques depuis le 23 octobre 1913.

## Sources
1. 1 2  Notice no PA00102232, sur la plateforme ouverte du patrimoine, base Mérimée, ministère français de la Culture